# Robert S. Maloney

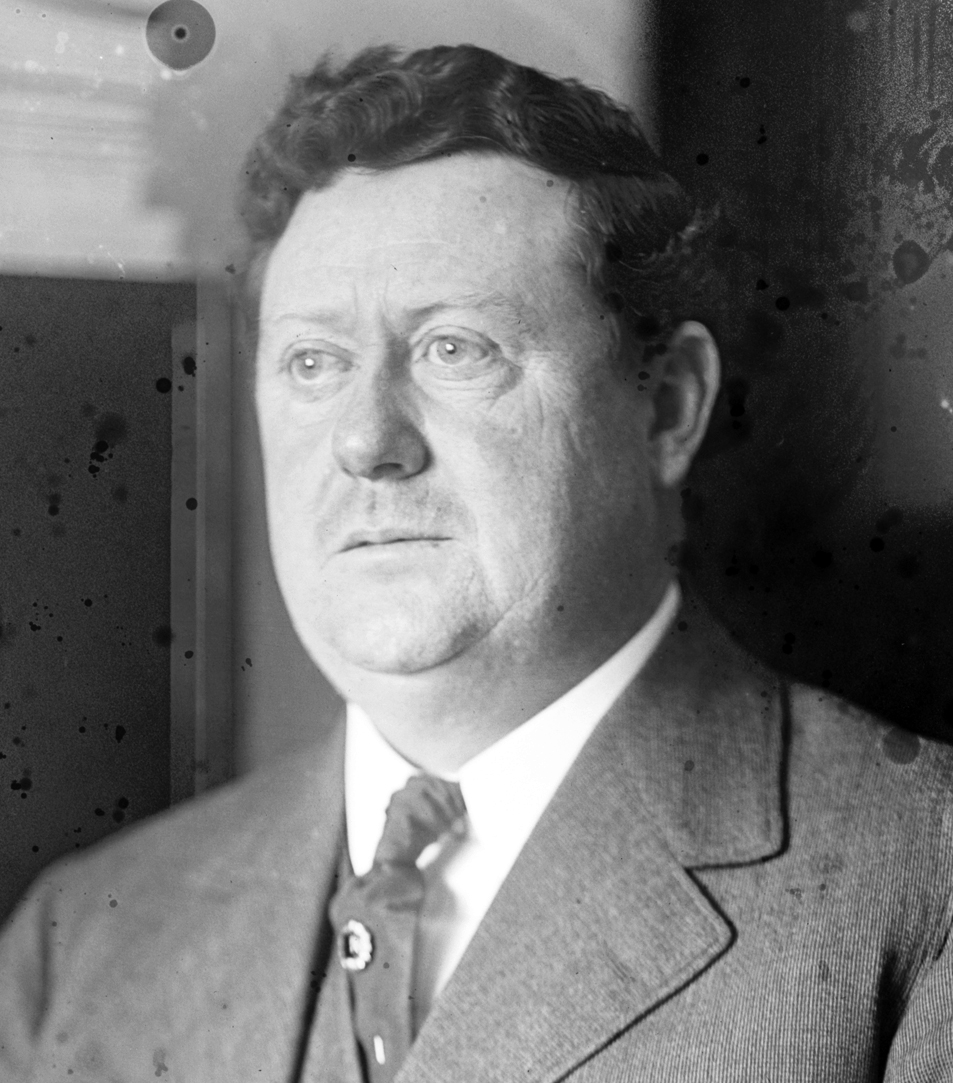
Robert S. Maloney

Robert Sarsfield Maloney (* 3. Februar 1881 in Lawrence, Essex County, Massachusetts; † 8. November 1934 ebenda) war ein US-amerikanischer Politiker. Zwischen 1921 und 1923 vertrat er den Bundesstaat Massachusetts im US-Repräsentantenhaus.

## Leben
Robert Maloney besuchte die öffentlichen Schulen seiner Heimat und absolvierte danach eine Lehre im Druckerhandwerk. Er engagierte sich in der Gewerkschaftsbewegung und war im Jahr 1907 Delegierter auf einem Gewerkschaftskongress im kanadischen Winnipeg. Er war auch an der Gründung und dem Aufbau der Gewerkschaft International Typographical Union für Neuengland beteiligt. Gleichzeitig begann er als Mitglied der Republikanischen Partei eine politische Laufbahn und wurde im Jahr 1909 Mitglied im Gemeinderat von Lawrence. Im Jahr 1912 sowie von 1915 bis 1920 leitete er die Gesundheits- und Wohlfahrtsbehörde in Lawrence. Von 1916 bis 1920 war er Mitglied und Präsident des Gemeinderates in diesem Ort. Zwischen 1913 und 1914 betätigte er sich wieder im Druckergewerbe.
Bei den Kongresswahlen des Jahres 1920 wurde Maloney im siebten Wahlbezirk von Massachusetts in das US-Repräsentantenhaus in Washington, D.C. gewählt, wo er am 4. März 1921 die Nachfolge von Michael Francis Phelan antrat. Da er im Jahr 1920 auf eine erneute Kandidatur verzichtete, konnte er bis zum 3. März 1923 nur eine Legislaturperiode im Kongress absolvieren. Zwischen 1924 und 1928 stand er nochmals der Gesundheits- und Wohlfahrtsbehörde in Lawrence vor. Außerdem gab er eine Wochenzeitung heraus; später stieg er auch in die Gastronomie ein. Robert Maloney starb am 8. November 1934 in seiner Heimatstadt Lawrence.